# Source routing
En xarxes d'ordinadors, l'encaminament de font, també anomenat adreçament de ruta, permet que un remitent d'un paquet especifiqui parcialment o completament la ruta que pren el paquet a través de la xarxa. En canvi, en l'encaminament convencional, els encaminadors de la xarxa determinen el camí de manera incremental en funció de la destinació del paquet. Una altra alternativa d'encaminament, la commutació d'etiquetes, s'utilitza en xarxes orientades a la connexió com ara X.25, Frame Relay, Mode de transferència asíncrona i Multiprotocol Label Switching.
L'encaminament d'origen permet una resolució de problemes més fàcil, un traceroute millorat i permet que un node descobri totes les rutes possibles cap a un amfitrió. No permet que una font gestioni directament el rendiment de la xarxa forçant els paquets a viatjar per un camí per evitar la congestió en un altre.
Moltes interconnexions d'alt rendiment com Myrinet, Quadrics, IEEE 1355 i SpaceWire admeten l'encaminament de fonts.

## Protocol d'Internet
Al Protocol d'Internet, hi ha dues opcions de capçalera disponibles que s'utilitzen poques vegades: "font estricte i ruta de registre" (SSRR) i "font solt i ruta de registre" (LSRR). A causa de problemes de seguretat, els paquets marcats com LSRR es bloquegen amb freqüència a Internet. Si no es bloqueja, LSRR pot permetre que un atacant falsifica una adreça, però encara rebi amb èxit els paquets de resposta forçant el trànsit de retorn dels paquets falsificats a tornar a través del dispositiu de l'atacant.
A IPv6, s'han desenvolupat dues formes d'encaminament d'origen. El primer enfocament va ser la capçalera d'encaminament tipus 0. Aquesta capçalera d'encaminament es va dissenyar per suportar els mateixos casos d'ús que les opcions de capçalera IPv4. Malauradament, hi va haver diversos atacs significatius contra aquesta capçalera d'encaminament i la seva utilització va quedar obsoleta. S'està desenvolupant una forma més segura d'encaminament d'origen dins de l'IETF per donar suport a la versió IPv6 de Segment Routing.